# Radomir Antić
Radomir Antić [rǎdomiːr âːntitɕ], kyrillisk stavning: Радомир Антић, född 22 november 1948 i Žitište i Vojvodina i nuvarande Serbien (i dåvarande Jugoslavien), död 6 april 2020 i Madrid, Spanien, var en serbisk-jugoslavisk fotbollsspelare och fotbollstränare.

## Biografi

### Spelarkarriär
Som spelare spelade han som försvarare. Han började sin spelarkarriär i FK Sloboda Užice, där han spelade fram till 1970. Han växlade därefter till FK Partizan Belgrad och blev jugoslavisk mästare med laget 1976. Därefter spelade han i Fenerbahçe Istanbul och blev turkisk mästare med laget. 1978 växlade han till Real Zaragoza och 1980 till Luton Town, där han tillbringade de sista fyra åren av sin spelarkarriär. 
Han spelade en landskamp för Jugoslaviens landslag, den 26 september 1973 då det blev 1–1 i vänskapsmatchen mot Ungern i Belgrad.

### Tränare
Antić återvände till Jugoslavien 1985 och var assisterande tränare i sin gamla klubb FK Partizan Belgrad fram till 1988. Därefter blev han huvudtränare för en annan tidigare klubb, Real Zaragoza, fram till 1991. Detta år efterträdde han Alfredo Di Stéfano som chefstränare för Real Madrid och klubben uppnådde en tredjeplats detta år. 1992 till 1995 tränade han Real Oviedo.
Antić tränade Atlético Madrid mellan 1995 och 2000 med två avbrott. Under Antićs första säsong som chefscoach vann klubben den spanska dubbeln 1995/96, det vill säga både Primera División och Copa del Rey. Säsongen 1996/97 spelade Atletico för första gången i klubbens historia i UEFA Champions League. De åkte ut i kvartsfinalen mot Ajax Amsterdam. Sommaren 1998 ersattes han av Arrigo Sacchi, men återvände 1999 till klubben som tränare. Detta år nådde laget cupfinalen.  Han ersattes därefter åter under en period av Claudio Ranieri, men återvände en tredje gång i februari 2000. Detta år förlorade laget cupfinalen.
Därefter återvände Antić till Real Oviedo, som dock tvingades lämna Primera División 2001. 2003 tränade han FC Barcelona och 2004 Celta Vigo. Han är således den enda tränare som har tränat Real Madrid, Atlético Madrid och Barça. 
Efter några år utan tränaruppdrag blev han 2008 tränare för Serbiens herrlandslag i fotboll. Laget kvalificerade sig till Fotbolls-VM 2010 i Sydafrika men gick inte vidare från gruppspelet trots seger mot Tyskland. Han avslutade tränarkarriären i Kina, där han tränade Shandong Luneng Taishan 2012–2013 och Hebei China Fortune 2015.